# Chordospartium stevensonii
Carmichaelia stevensonii, tên tiếng Anh: Cord Broom hoặc Weeping Broom, là một loài rau đậu thuộc họ Fabaceae.
Loài này chỉ có ở New Zealand.
Chúng hiện đang bị đe dọa vì mất môi trường sống.